# Магдебургский единорог
Магдебургский единорог — реконструкция скелета, якобы принадлежащего единорогу.
Кости (на самом деле принадлежащие шерстистому носорогу) были найдены в пещере единорога.
Скелет выставлен в музее Магдебурга.
«Единорога» часто называют «худшей реконструкцией останков в истории».

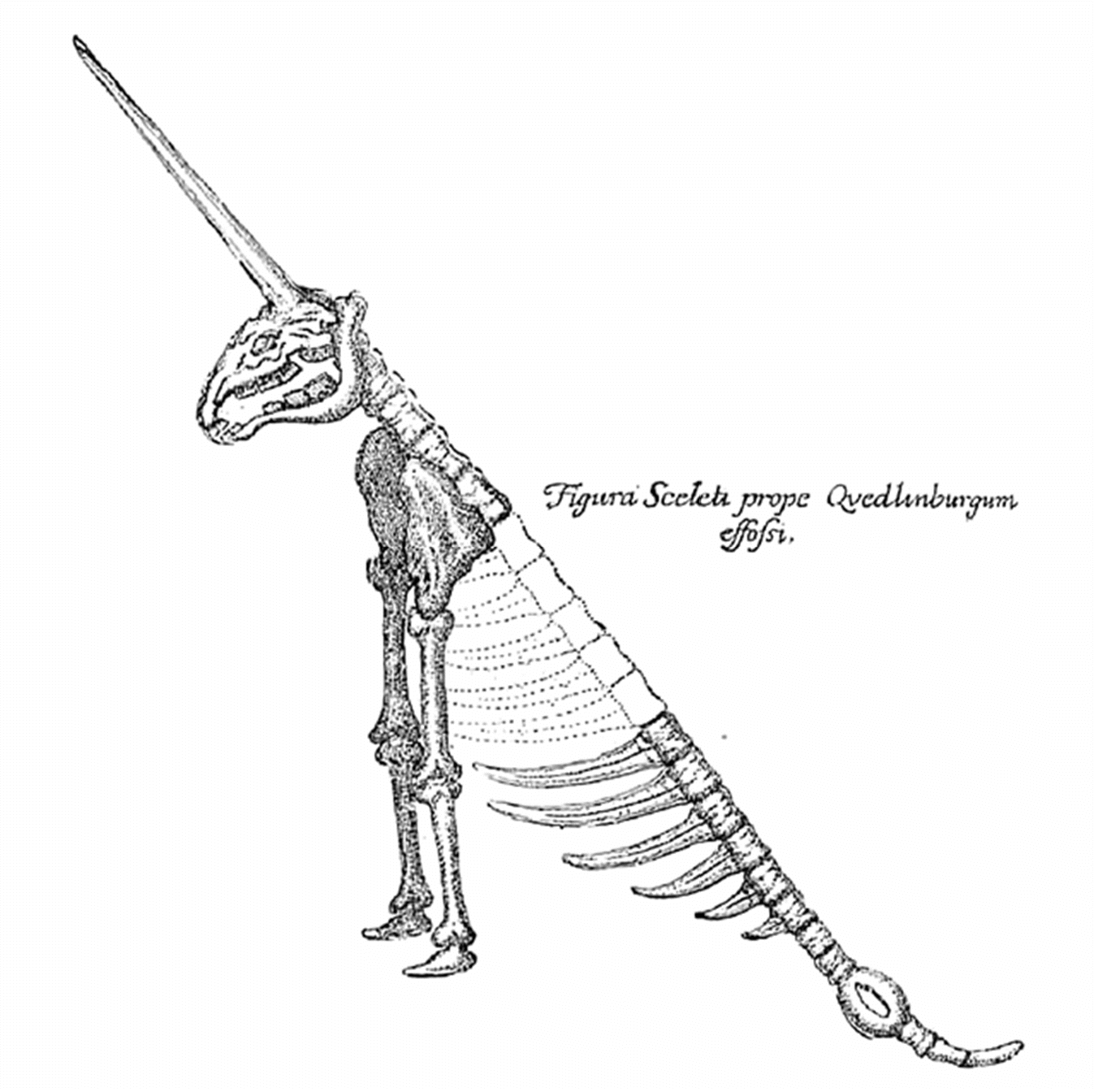
Изображение единорога из Протогеи работы Г. В. Лейбница (напечатано в 1749 г.)

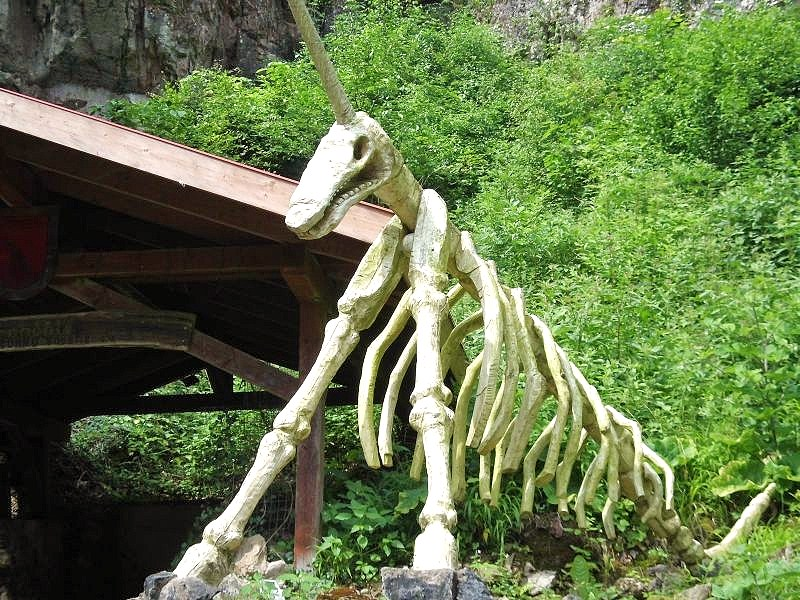
Реконструкция скелета единорога в зоопарке Оснабрюка

Кости были найдены в пещере недалеко от горного городка Кведлинбурга в 1663 году. Сенсационное открытие привлекло внимание Отто фон Герике (прусского ученого, изобретшего вакуумный насос), который пришел к выводу, что этот неполный скелет действительно принадлежал единорогу.
Изображение единорога появилось и в книге Лейбница «Протогеи» (написана в 1692, опубликована в 1749), которая представляла собой посмертно опубликованный трактат о науках о Земле. Эта книга была попыткой философа развить «семена новой науки, называемой естественной географией». В главе «О роге единорога и чудовищном животном, выкопанном в Кведлинбери» есть краткое упоминание магдебургского единорога.
В 2018 году скелет стал предметом первоапрельской шутки Государственного управления по охране памятников и археологии Саксонии-Анхальт: ученые якобы провели новые исследования ДНК костей и обнаружили, что они принадлежат вымершему виду Monoceros mendaciloquus — редкому плейстоценовому копытному животному, последние потомки которого вымерли в позднем средневековье.